# 梅里科尔邦
梅里科尔邦（法語：Méry-Corbon，法語發音：[meʁi kɔʁbɔ̃] ⓘ）是法国卡尔瓦多斯省的一个旧市镇，属于利雪区。2019年，梅里科尔邦与市镇比西耶尔合并为新市镇欧日地区梅里比西耶尔，梅里科尔邦为新市镇行政中心。

## 地理
梅里科尔邦（49°8'9"N, 0°4'57"W）面积7.57 平方千米，位于法国诺曼底大区卡爾瓦多斯省，该省份为法国西北部沿海省份，北濒大西洋英吉利海峡，东北与滨海塞纳省以海上边界相接，东临厄尔省，南至奧恩省，西与芒什省接壤。
与梅里科尔邦接壤的市镇（或旧市镇、城区）包括：比西耶尔、克莱维尔、克鲁瓦桑维尔、欧日地区奥托、马尼勒弗勒勒、比耶维尔-凯蒂耶维尔。
梅里科尔邦的时区为UTC+01:00、UTC+02:00（夏令时）。

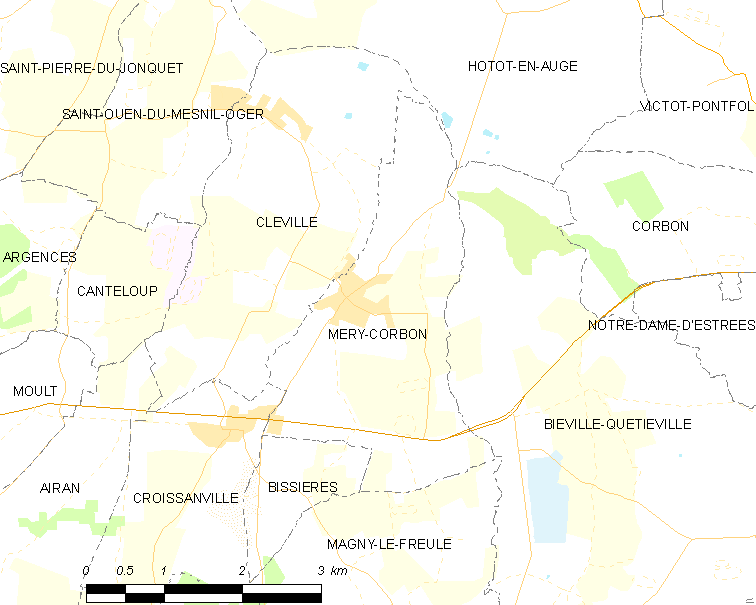
梅里科尔邦的OSM定位图

## 行政
梅里科尔邦的邮政编码为14370，INSEE市镇编码为14410。

## 政治
梅里科尔邦所属的省级选区为梅济东瓦莱多日县。

## 人口

1962-2008年间梅里科尔邦人口变化图示

梅里科尔邦于2018年1月1日时的人口数量为917人。